# سیارک ۱۳۸۵
سیارک ۱۳۸۵ (به انگلیسی: 1385 Gelria، نامگذاری:1935MJ) هزار و سیصد و هشتاد و پنجمین سیارک کشف شده‌است که در ۲۴ مه ۱۹۳۵ کشف شد.
قدر مطلق سیارک برابر ۱۰٫۷۰ است.